# Osric Chau
Osric Chau (chino: 周逸之; Jyutping: zau1 yat6 zi1; nacido el 20 de julio de 1986) es un actor canadiense, conocido por su papel como Kevin Tran en la serie Supernatural de The CW, Vogel en la serie de BBC America Dirk Gently: Agencia de investigaciones holísticas y Ryan Choi en las series de televisión ambientadas en el Arrowverso.

## Vida y carrera
Chau nació en Vancouver, Columbia Británica, de padre de Hong Kong y madre de Malasia. En 2000, comenzó wing chun y continuó estudiando el arte marcial durante ocho años. También estudió tai chi y formas tradicionales de wushu con Zhang Zhi Bing, un maestro de Harbin, China. Después de cuatro años, tras el regreso de Zhang a China, Chau se inscribió en las artes marciales chinas de la costa oeste en Vancouver con el instructor principal Bruce Fontaine y estudió wushu moderno, un arte marcial más orientado al rendimiento. En 2007, Chau entrenó durante siete meses con el equipo BSU Wushu en la Universidad Deportiva de Beijing en preparación para las Pruebas del Equipo Nacional Canadiense. A su regreso, se convirtió en miembro del Equipo Nacional Canadiense de wushu.
Chau originalmente quería ser doble de riesgo en lugar de actor, y trabajó como doble de acción para Electronic Arts antes de aparecer en su primer papel importante junto a David Carradine y Daryl Hannah en la película para televisión de dos partes Kung Fu Killer. Hizo su debut cinematográfico en un papel secundario en la película de 2009 2012 y luego se hizo más conocido a través de su papel recurrente como Kevin Tran en la serie de fantasía de CW Supernatural.
Chau ha colaborado con el canal de YouTube The Hillywood Show en parodias en video de The Walking Dead, Supernatural, y Sherlock. También ha estado involucrado en campañas contra los estereotipos en los medios.
En 2018, Chau protagonizó la película independiente Empty by Design, ambientada en Manila, junto a la actriz filipina Rhian Ramos y el actor de Crazy Rich Asians Chris Pang. Empty by Design marca el primer proyecto de producción de largometrajes de Chau. En septiembre de 2019, Chau interpretó a Ryan Choi en el Arrowverso y apareció en tres de los episodios de Crisis on Infinite Earths.  En noviembre de 2019 fue elegido como el protagonista de la película de terror indonesa The Villa.
En 2021 regresó a The Flash como Ryan Choi para la tercera y cuarta parte de su evento "Armageddon", que abrió la octava temporada. Esta era una versión alternativa de la línea temporal en que no tenía familia, pero como parte del equipo Flash había tomado el manto de Átomo como en los cómics.

## Filmografía

### Cine
| Año  | Título                           | Papel                | Notas               |
| ---- | -------------------------------- | -------------------- | ------------------- |
| 2007 | Dragon Boys                      | Adolescente          |                     |
| 2008 | Kung Fu Killer                   | Lang Han             |                     |
| 2009 | 2012                             | Nima                 |                     |
| 2010 | What Women Want (我知女人心)     | Chen Er Dong         |                     |
| 2011 | El mejor jugador                 | Amigo de Ash         |                     |
| 2012 | Fun Size                         | Peng                 |                     |
| 2012 | El hombre de los puños de hierro | Asistente de herrero |                     |
| 2014 | The Akira Project                | Kaneda Shotaro       |                     |
| 2016 | The Matchbreaker                 | Sam                  |                     |
| 2017 | Boone: El cazarrecompensas       | Denny                |                     |
| 2018 | Status Update                    | Donald Fu            |                     |
| 2019 | Empty by Design                  | Eric                 | Actor y productor   |
| 2021 | Superhost                        | Teddy                | Productor ejecutivo |

### Televisión
| Año       | Título                                             | Papel                    | Notas                                |
| --------- | -------------------------------------------------- | ------------------------ | ------------------------------------ |
| 2002      | Cold Squad                                         | Vic Dnang                |                                      |
| 2009      | The Troop                                          | Héctor                   | 1 episodio                           |
| 2012      | Mister French Taste                                | León                     | 7 episodios, guionista en 1 de ellos |
| 2012      | Halo 4: Forward Unto Dawn                          | J.J.                     |                                      |
| 2012-2019 | Supernatural                                       | Kevin Tran               | 20 episodios                         |
| 2014      | Los 100                                            | Chico con los ojos rojos | 1 episodio                           |
| 2015      | Beyond Redemption                                  | Rickson                  |                                      |
| 2015      | Blood and Water                                    | Charlie Xie              |                                      |
| 2016      | Mentes criminales: sin fronteras                   | Gul                      |                                      |
| 2016-2017 | Dirk Gently: Agencia de investigaciones holísticas | Vogel                    | 15 episodios                         |
| 2019-2021 | Carmen Sandiego                                    | El Troll                 | 3 episodios                          |
| 2019-2021 | The Flash                                          | Ryan Choi/Átomo          | 3 episodios                          |
| 2020      | Arrow                                              | Ryan Choi/Átomo          | 1 episodio                           |
| 2020      | Legends of Tomorrow                                | Ryan Choi/Átomo          | 1 episodio                           |
| 2021      | Morning Show Mysteries                             | Wally                    | 1 episodio                           |
| 2022      | Star Trek: Discovery                               | Oros                     | 1 episodio                           |

### Otros
| Año  | Título                  | Papel                                      | Notas        |
| ---- | ----------------------- | ------------------------------------------ | ------------ |
| 2009 | The Tea Master          | Doble de riesgo                            | Cortometraje |
| 2012 | Must Come Down          | Coreógrafo de peleas y productor ejecutivo | Cortometraje |
| 2014 | The Walking Dead Parody | Glen Rhee                                  | Parodia      |
| 2015 | Supernatural Parody     | Sam Winchester                             | Parodia      |
| 2016 | Sherlock Parody         | Jim Moriarty                               | Parodia      |
| 2018 | Supernatural Parody 2   | Sam Winchester                             | Parodia      |
| 2019 | Umbrella Academy Parody | Ben Hargreeves                             | Parodia      |